# Caninos et Arcanin
Caninos (ガーディ, Gardie, dans les versions originales en japonais) et son évolution Arcanin (ウインディ, Windie) sont deux espèces de Pokémon de première génération.
Depuis Légendes Pokémon : Arceus, ils possèdent chacun une nouvelle forme, appelée respectivement Caninos de Hisui et Arcanin de Hisui.

## Création

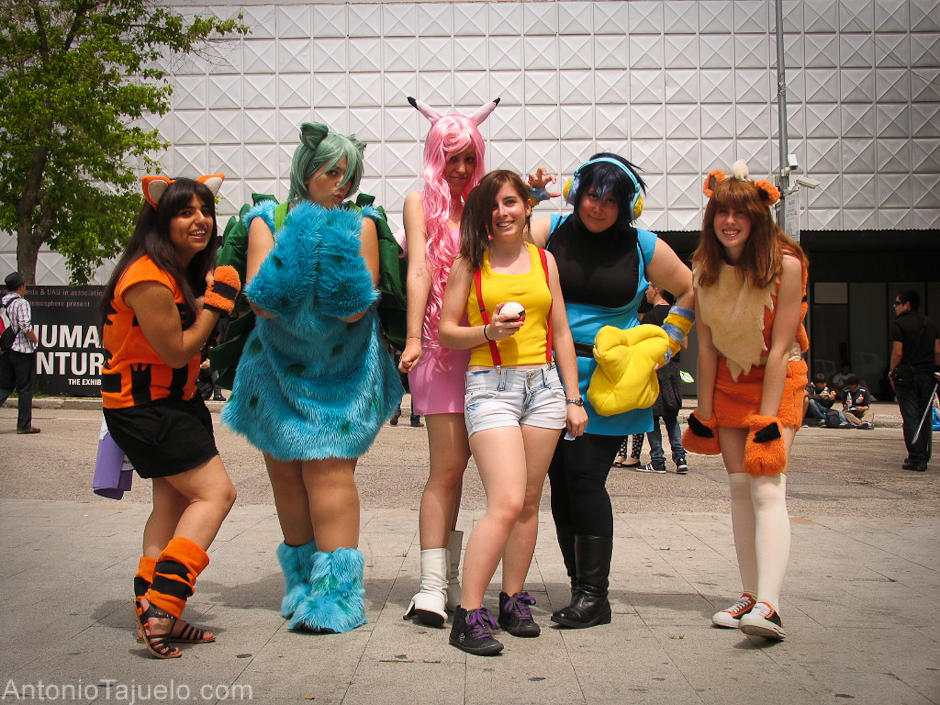
Femmes en cosplay anthropomorphique de Caninos aux extrémités.

Propriété de Nintendo, la franchise Pokémon est apparue au Japon en 1996 avec les jeux vidéo Pocket Monsters Vert et Pocket Monsters Rouge. Son concept de base est la capture et l'entraînement de créatures appelées Pokémon, afin de leur faire affronter ceux d'autres dresseurs de Pokémon. Chaque Pokémon possède un ou deux types – tels que l'eau, le feu ou la plante – qui déterminent ses faiblesses et ses résistances au combat. En s'entraînant, ils apprennent de nouvelles attaques et peuvent évoluer en un autre Pokémon.
Le nom de Caninos provient de « canin », adjectif se rapportant au chien. Celui d'Arcanin provient de « arcane » et de « canin ».

## Description
Dans les jeux, Caninos évolue en Arcanin au contact d'une Pierre Feu.

### Caninos
Caninos est un Pokémon de type Feu. C'est un Pokémon ressemblant à un chien, il est roux et blond pâle pour rappeler la couleur du feu. Sa robe est tigrée. Caninos est un Pokémon de défense, qui a pour charge d'être un quelque sorte un chien de garde. Il est donc hargneux, et se dresse devant ses ennemis et hurle pour les faire fuir, même s'ils sont plus forts. Il aboie pour protéger son maître. Il possède un odorat très développé. Il n'oublie jamais un parfum, et son sens olfactif lui permet de deviner les émotions des autres.
Caninos est un des Pokémon les plus fidèles. Il peut être dressé et restera immobile tant que son dresseur ne lui donnera pas d'ordre. Il est également loyal, et préfèrera se sauver plutôt que de faire mal à son maître s'il est injuste envers lui. Il est amical, affectueux et protecteur. Il aime jouer et fait la joie des enfants.
Caninos est un Pokémon de première génération, il a le numéro 058.

### Arcanin
Arcanin est un Pokémon de type feu. Sa fourrure est orange rayée de noir et il a un abondant crin à la tête, la queue et les pattes. On dit qu'il court avec une grande grâce, soutenue par son crin flottant dans le vent. Arcanin est plus souvent dit comme tigre.[réf. nécessaire]
Arcanin est de la première génération et porte le numéro 059.

## Apparitions

### Jeux vidéo
Caninos et Arcanin apparaissent dans la série de jeux vidéo Pokémon. D'abord en japonais, puis traduits en plusieurs autres langues, ces jeux ont été vendus à plus de 200 millions d'exemplaires à travers le monde. Ils font leur première apparition le 27 février 1996, dans les jeux japonais Pocket Monsters Aka (ポケットモンスター 赤, Poketto Monsutā Aka, Pocket Monsters Rouge) et Pocket Monsters Midori (ポケットモンスター 緑, Poketto Monsutā Midori, Pocket Monsters Vert) (remplacé dans les autres pays par la version Bleue). Dans ces jeux, Arcanin est l'un des cinq Pokémon du Professeur Chen, qui devait constituer l'ultime défi du jeu avant d'être supprimé en cours de développement

### Série télévisée et films
La série télévisée Pokémon et les films qui en sont issus narrent les aventures d'un jeune dresseur de Pokémon du nom de Sacha, qui voyage à travers le monde pour affronter d'autres dresseurs ; l'intrigue est souvent distincte de celle des jeux vidéo.